# Вулиця Бігова (Львів)
Вулиця Бігова́ — вулиця у Личаківському районі міста Львова, в місцевості Великі Кривчиці. Сполучає вулиці Поетичну та Самокиша. Прилучається вулиця Гаврилишина.

## Історія та забудова
Сучасну назву вулиця отримала у 1962 році. Вулиця забудована приватними садибами 1930-х—2000-х років. 
Під № 9 — дерев'яний будинок, що зберігся зі старої забудови вулиці . 
Від 2016 року триває будівництво сучасного житлового комплексу «Щасливий», що складається з трьох шістнадцятиповерхових будинків. Станом на вересень 2021 року, збудовано та здано в експлуатацію дві черги (будинки) житлового комплексу, яким присвоєно № 17 та № 17-А відповідно.